# Contea di Des Moines
La contea di Des Moines (in inglese Des Moines County) è una contea dello Stato dell'Iowa, negli Stati Uniti. La popolazione al censimento del 2010 era di 40 325 abitanti. Il capoluogo di contea è Burlington posta sul fiume Mississippi.
La Contea di Des Moines, posta sul confine est con l'Illinois, non deve essere confusa con la città di Des Moines, capitale dell'Iowa, che si trova nella Contea di Polk nella parte centro-meridionale dello Stato.